# Ilha dos Tigres
Ilha dos Tigres – wyspa w Angoli. Znajduje się w prowincji Namibe.

## Historia
Jest to największa wyspa Angoli. Jej powierzchnia to 98 km². Kiedyś był to mały półwysep oblany wodami zatoki Baía dos Tigres znany jako Península dos Tigres, z dobrze rozwiniętą wioską rybacką o nazwie São Martinho dos Tigres. 
Ocean przedarł się przez przesmyk półwyspu 14 marca 1962 roku i linia brzegowa została przerwana. Półwysep z dnia na dzień stał się wyspą bez dostępu do słodkiej wody. Po tym zdarzeniu wyspa stopniowo się wyludniała. 